# Sociedad de Rentas Cooperativa Vitalicia S. A.
La Sociedad de Rentas Cooperativa Vitalicia S. A. fue una empresa chilena fundada en 1907 para fomentar el cooperativismo, la mutualidad y la previsión social.
En 1919 compró en Valparaíso la casa de los Edwards, y al año siguiente la casa de van Buren. El 17 de febrero de 1935 creó en la misma ciudad la Radio Cooperativa, y el 8 de agosto de 1939 la Compañía Chilena de Comunicaciones, para hacerse cargo de dicha radioemisora. El funcionamiento de esta última fue aprobado por decreto el 25 de marzo de 1940, por el presidente de Chile Pedro Aguirre Cerda. Por aquellos años también mandó a construir el Edificio Cooperativa Vitalicia, hoy día reconocido por haber sido el primer rascacielos del país y por su importante valor patromonial.